# Aeroportul Merritt
Aeroportul Merritt (IATA: YMB) este un aeroport din Columbia Britanică, Canada.
Situat la o altitudine de 636 m, aeroportul dispune de o singură pistă.